# Personaggio immaginario

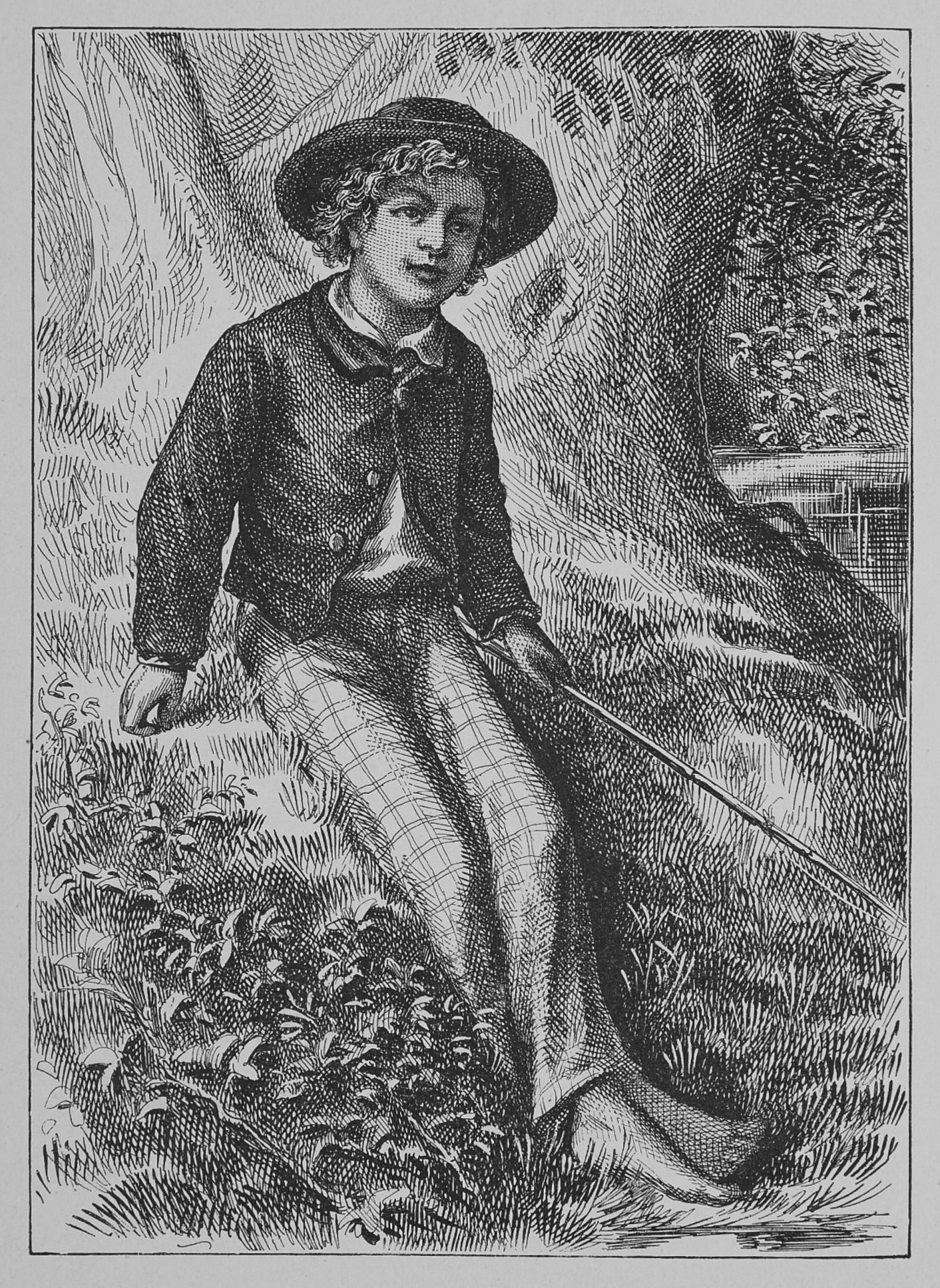
Tom Sawyer, personaggio immaginario protagonista di alcuni romanzi di Mark Twain.

Un personaggio immaginario è una persona che appare in un'opera di narrativa (un romanzo, una favola, un fumetto, un cartone animato) o in una qualunque altra opera di intrattenimento (ad esempio un videogioco o un gioco da tavolo). Può essere interpretato da un attore in una rappresentazione teatrale, in un film o in una serie televisiva, da un cantante in un'opera o da un danzatore in un balletto.

## Descrizione
Oltre agli esseri umani, a volte vengono chiamati personaggi anche alieni, animali e creature leggendarie, divinità, robot, oppure, occasionalmente, oggetti inanimati e persino piante. I personaggi sono quasi sempre al centro dell'opera, specialmente in romanzi od opere teatrali. È infatti difficile immaginare un romanzo o una commedia senza personaggi, anche se alcuni tentativi sono stati fatti. Nella poesia c'è quasi sempre una sorta di persona presente, ma spesso solo in forma di narratore o di ascoltatore immaginato.
In varie forme di teatro, performance artistiche e cinema, i personaggi immaginari sono interpretati da attori, ballerini e cantanti, che ne prendono le sembianze e ne adottano sentimenti e pensieri nella finzione scenica. Il lavoro sul personaggio è uno dei cardini dell'arte drammatica; in genere un personaggio non risponde alle regole della vita reale, ma piuttosto è un insieme di caratteristiche di molte persone (spesso di un'intera generazione) e racchiude nel breve tempo della rappresentazione un tempo molto più lungo, non di rado l'intera esistenza. La forza delle grandi interpretazioni risiede nella capacità di condensare molteplici esperienze umane in una rappresentazione intensa e simbolica. Nei cartoni animati e negli spettacoli di marionette, ai personaggi viene data voce da doppiatori, sebbene ci siano stati molti esempi, particolarmente, in machinima, dove la voce dei personaggi è generata da sintetizzatori vocali.
Il processo di creazione e descrizione dei personaggi immaginari nella narrativa è chiamato "caratterizzazione".
Un personaggio utilizzato in un'opera narrativa non è necessariamente immaginario ma può anche essere un personaggio storico.
La figura di personaggio viene soprattutto associata a quei personaggi non interpretati da attori, ma originali e unici in tutti i loro aspetti, quindi soprattutto i personaggi disegnati e animati protagonisti di fumetti, manga e Videogiochi.

### Nomi dei personaggi
I nomi dei personaggi immaginari sono spesso molto importanti. In certi casi possono contenere giochi di parole o riferimenti a fiabe o leggende. 
Le convenzioni di nomenclatura sono cambiate nel tempo. In molte commedie della Restaurazione inglese, per esempio, ai personaggi venivano dati nomi emblematici che non avevano nessun suono simile a quelli della vita reale: "Sir Fidget", "Mr. Pinchwife" e "Mrs. Squeamish" sono alcuni esempi tipici (tutti da The Country Wife di William Wycherley). Alcuni testi del XVIII e XIX secolo, in pratica, rappresentano i nomi dei personaggi con l'uso di una singola lettera e un lungo slancio (questa convenzione è anche utilizzata per altri nomi propri, come i nomi dei luoghi): questo ha l'effetto di suggerire che l'autore abbia in mente una persona reale ma ne omette il nome completo per questioni di riservatezza. Ne I miserabili di Victor Hugo viene impiegata questa tecnica. Una tecnica simile è impiegata nel Novecento anche da Ian Fleming nei suoi romanzi che hanno per protagonista James Bond, dove il nome reale per M, se pronunciato in un dialogo, è sempre stato scritto come "Adm. Sir. M***".
Questa tecnica è stata adottata anche da Alessandro Manzoni ne I Promessi Sposi con la giustificazione di volere preservare la fittizia privacy di alcuni personaggi, in realtà mai esistiti.

### Utilizzo inusuale
Nelle opere postmoderne, vengono frequentemente incorporati personaggi reali all'interno della finzione. Nel cinema, l'apparizione di una persona reale che interpreta sé stessa in una trama immaginaria è un tipo di cameo. Per esempio, in Io e Annie, il regista Woody Allen appare come il personaggio Marshall McLuhan per risolvere una disputa. Un altro esempio emblematico di questo approccio è Essere John Malkovich, in cui l'attore John Malkovich interpreta una versione fittizia di sé stesso (nonostante una lieve differenza nel secondo nome tra persona reale e personaggio).
In alcune opere sperimentali, l'autore recita come un personaggio che si trova nel suo testo. Uno dei più recenti esempi è Nebbia (Niebla), di Miguel de Unamuno (1907), nel quale il personaggio principale visita Unamuno nel suo ufficio per discutere il suo destino nel romanzo. Anche Paul Auster impiega questo metodo nel suo romanzo Città di vetro (1985), che apre con il personaggio principale che riceve una telefonata per Paul Auster. All'inizio il personaggio principale spiega che chi chiama ha composto un numero sbagliato, ma successivamente decide di far finta di essere Auster e vedere che cosa succede.
Ne L'immortalità di Milan Kundera, l'autore fa riferimento a se stesso in una trama apparentemente separata da quella dei personaggi immaginari dell'opera, ma alla fine del romanzo Kundera incontra i suoi personaggi.
Con la nascita dello "star system" hollywoodiano, molti attori famosi sono così familiari che è veramente difficile limitarli ad un'interpretazione di un personaggio in un singolo film. In un certo senso, Bruce Lee è sempre Bruce Lee, Woody Allen è sempre Woody Allen, e Harrison Ford è sempre Harrison Ford; più spesso recitano, più frequentemente il pubblico tenderà a fondere la stella del cinema con il personaggio che interpreta, un principio esplorato in Last Action Hero con Arnold Schwarzenegger.
Alcune opere e drammi fanno costantemente riferimento a personaggi che non si sono mai visti. Questo diventa spesso un gioco con il pubblico. Il metodo è il punto di forza di una delle più inusuali e originali commedie del XX secolo, Aspettando Godot di Samuel Beckett, nel quale il Godot del titolo non arriva mai.

### Icone e archetipi
Alcuni personaggi immaginari hanno riferimenti anche al di fuori dell'opera cui appartengono, poiché esprimono concisamente degli archetipi o ideali. Ad esempio, sia Puck, dall'opera teatrale di Shakespeare Sogno di una notte di mezza estate, sia Bugs Bunny sono manifestazioni dell'archetipo dell'imbroglione, disattendendo le normali regole di comportamento. Molti riferimenti sono frequenti nella mitologia.

### Staticità e dinamicità
Se teniamo conto della complessità psicologica di un personaggio all'interno di una storia, e delle sue capacità di evolversi nel corso di essa, potremo distinguere due tipi fondamentali:
- personaggio statico: colui che non subisce trasformazioni nel corso della narrazione
- personaggio dinamico: colui che dimostra una capacità di adeguarsi e di trasformarsi a contatto con le esperienze vissute lungo il percorso narrativo.

## Alcune chiavi di lettura dei personaggi
I lettori variano enormemente nei modi di intendere i personaggi immaginari. Il modo più estremo di "leggere" i personaggi immaginari dovrebbe essere quello di pensarli esattamente come persone vere oppure pensarli come mere creazioni artistiche che hanno a che fare con opere d'ingegno e nulla a che vedere con la vita reale. La maggior parte delle chiavi di lettura cadono in qualcuna delle seguenti.

### Personaggi come simboli
In alcune letture, certi personaggi immaginari sono percepiti come rappresentanti di una certa caratteristica o astrazione. Più che essere semplici persone, questi personaggi rappresentano qualcosa di più grande. Molti personaggi della letteratura occidentale sono visti come simboli di Cristo, per esempio. Altri personaggi sono stati letti come simbolismo dell'avidità capitalistica (come nel Grande Gatsby di Francis Scott Fitzgerald), della futilità dell'appagamento del sogno americano, del romanticismo idealista (Don Chisciotte). Tre dei personaggi principali de Il signore delle mosche si può dire che simboleggino elementi della civiltà: Ralph rappresenta l'istinto civile; Jack rappresenta l'istinto selvaggio; Piggy rappresenta il lato razionale della natura umana.

### Personaggi come rappresentazioni
Un altro modo di leggere simbolicamente i personaggi è intendere ogni personaggio come rappresentazioni di un certo gruppo di persone. Ad esempio, Bigger Thomas in Paura (Native Son) di Richard Wright è spesso visto come rappresentativo dei giovani neri negli anni trenta, condannati ad una vita di povertà e sfruttamento. Dagny Taggart e altri personaggi di La rivolta di Atlante di Ayn Rand sono visti come rappresentazioni della classe sociale statunitense che lavora duro senza guardare in faccia nessuno.
Molti praticanti del criticismo culturale e del femminismo critico focalizzano le loro analisi su personaggi che rappresentano lo stereotipo culturale. In particolare, considerano i modi in cui gli autori relazionano la loro opera a questi stereotipi quando creano i loro personaggi. Alcuni critici, ad esempio, leggerebbero Native Son in relazione agli stereotipi del razzismo nei confronti degli afroamericani come violenza sessuale (specialmente contro donne bianche); nel leggere il personaggio di Bigger Thomas, qualcuno si potrebbe chiedere in che modo Richard Wright si è relazionato a questi stereotipi per creare un violento maschio afroamericano e in che modo lo ha combattuto facendo del personaggio protagonista del romanzo un meno che anonimo malvagio.
Spesso, le chiavi di letture che si focalizzano sugli stereotipi chiedono di concentrare l'attenzione su quelli che sembrerebbero personaggi non importanti. I personaggi minori sono spesso al centro di questo tipo di analisi finché tendono a relazionarsi agli stereotipi più pesantemente dei personaggi principali.

### Personaggi come riferimenti storici o biografici
Alcuni personaggi immaginari si rifanno in modo palese a importanti figure storiche. Ad esempio: il citizen Kane dell'omonimo film di Orson Welles (tradotto in Italia Quarto potere) è ispirato alla figura del magnate editoriale californiano William Randolph Hearst; il cacciatore di nazisti Yakov Liebermann in I ragazzi venuti dal Brasile di Ira Levin appare correlato al cacciatore di nazisti Simon Wiesenthal; il politico corrotto Willie Stark in Tutti gli uomini del re di Robert Penn Warren ricorda il governatore della Louisiana Huey P. Long.
In molti casi gli autori basano i loro personaggi su persone che hanno fatto parte della loro vita personale. Glenarvon di Lady Caroline Lamb narra le vicissitudini delle relazioni amorose con Lord Byron, che è solo sottilmente differente dal personaggio reale. I due personaggi principali di Tenera è la notte di Francis Scott Fitzgerald appaiono chiaramente versioni immaginarie dell'autore e della moglie Zelda, donna brillante ma afflitta da problemi psichiatrici.

### Personaggi come parole
Alcuni critici del linguaggio mettono in evidenza che i personaggi non sono niente di più che usi convenzionali di parole su una pagina: nomi o perfino pronomi ripetuti nel testo. Si riferiscono a personaggi come funzioni del testo. Alcuni critici si spingono così lontano da suggerire che perfino gli autori non esistano al di fuori dell'opera che hanno costruito.

### Personaggi come pazienti: lettura psicoanalitica
La critica psiconalitica tratta usualmente i personaggi come persone reali che possiedono una psiche complessa. I critici psicoanalitici si accostano ai personaggi letterari come un analista farebbe con un paziente, ricercando nei loro sogni, nel loro passato e nel loro comportamento per spiegare le loro situazioni immaginarie.
Alternativamente, alcuni critici psiconalitici leggono i personaggi come specchi per le paure psicologiche e per i desideri dei lettori. Piuttosto che rappresentare psiche realistiche, i personaggi immaginari offrono un modo di esternare i drammi psicologici in forme simbolistiche e spesso iperboliche. Un classico esempio potrebbe essere la lettura dell'Edipo di Freud (e di Amleto, in questo senso) come emblema della fantasia fanciullesca di uccidere il proprio padre per possedere la propria madre.
Questa chiave di lettura persiste ancora oggi nella critica cinematografica. Il critico femminista Laura Mulvey è considerata una pioniera nel campo. Il suo articolo di rottura del 1975, "Visual Pleasure and Narrative Cinema", analizza il ruolo di un maschio che guarda un film come quello di un feticista, utilizzando la psicanalisi "come un'arma politica, dimostrando il modo in cui l'inconscio della società patriarcale ha strutturato la forma del film.".

### Personaggi a tutto tondo contro personaggi piatti
Alcuni critici distinguono tra "personaggi a tutto tondo" e "personaggi piatti". Il formalismo deriva dalla definizione, per il primo, di numerosi tratti della personalità e dalla tendenza ad essere più complesso e più credibile come vita reale, mentre il secondo consiste solo in pochi tratti personali e tende ad essere semplice e meno credibile. Il personaggio piatto viene detto anche bidimensionale, ovvero "privo di spessore", nel senso che non vengono sviluppate la sua personalità o il suo pensiero, e lo si rende come una specie di macchietta. Il protagonista (personaggio principale, qualche volta conosciuto come l'"eroe" o l'"eroina") di un romanzo tradizionale è quasi sempre un personaggio a tutto tondo; un personaggio minore, di supporto nella stessa novella potrebbe essere un personaggio piatto. Rossella O'Hara, di Via col vento, è un buon esempio di personaggio a tutto tondo, dove la sua serva Prissy è esemplificativa di un personaggio piatto. Allo stesso modo, molti antagonisti (personaggi in conflitto con i protagonisti, a volte conosciuti come "malvagi") sono personaggi piatti. Un esempio di antagonista che è un personaggio piatto in Via col vento è Rhett Butler. La letteratura sperimentale e postmoderna spesso utilizza intenzionalmente personaggi piatti, anche come protagonisti; i "personaggi a tutto tondo" non diventano la norma prima della fine del Rinascimento.
Molti personaggi stereotipati – o "personaggi tipo" – sono stati sviluppati attraverso la storia del dramma. Tra questi personaggi vi sono lo scemo del villaggio, l'artista di strada e il furfante di città. Spesso, questi personaggi sono le basi per "personaggi piatti", sebbene elementi di personaggi tipo possano essere presenti anche nei personaggi a tutto tondo. Un'intera tradizione teatrale, la commedia dell'arte, è basata su situazioni improvvisate che ruotano attorno a personaggi stereotipati ben conosciuti.